# 9797 Raes
A 9797 Raes (ideiglenes jelöléssel 1996 HR21) a Naprendszer kisbolygóövében található aszteroida. Eric Walter Elst fedezte fel.